# Mesochorus atricoxalis
Mesochorus atricoxalis là một loài tò vò trong họ Ichneumonidae.